# Myopterus
Genre
Myopterus est un genre de mammifères chiroptères (chauve-souris) de la famille des Molossidae. Les deux espèces de ce genre vivent en Afrique.

## Liste desespèces
- Myopterus daubentonii (Desmarest, 1820)
- Myopterus whitleyi (Scharff, 1900)